# IBM 플렉스
IBM 플렉스(IBM Plex)는 IBM에서 마이크 애빙크(Mike Abbink)이 볼드 먼데이(Bold Monday)와 협력하여 IBM의 디자인 원칙을 반영하고 전 세계적으로 회사의 모든 브랜드 자료에 사용되도록 개념적으로 설계 및 개발한 오픈 소스 슈퍼패밀리이다. Plex는 50년 이상 IBM의 기업 서체였던 헬베티카를 대체하여 이 과정에서 IBM이 막대한 라이선스 비용을 절약하게 해준다.
글꼴 패밀리의 버전 1.0에는 네 가지 서체가 포함되어 있으며, 각 서체는 여덟 가지 굵기(Thin, Extra Light, Light, Regular, Text, Medium, Semi-bold, Bold)와 이를 보완하는 진정한 이탤릭체가 있다.
- IBM Plex Sans – 프랭클린 고딕에서 영감을 받은 디자인의 그로테스크산세리프 서체. 다른 산세리프 분류는 너무 부드럽거나(휴머니스트), 비효율적이거나(기하학적), 지나치게 완벽하다는 이유로(네오그로테스크) 거부되었다. 프랭클린 고딕의 일부 특징, 즉 각진 터미널, double-storey g, 그리고 1의 베이스라인에 있는 수평선이 IBM Plex Sans에 사용되었다. 2019년 4월 7일, IBM Plex Sans의 가변형인 IBM Plex Sans Variable이 출시되었다.
- IBM Plex Sans Condensed – IBM Plex Sans의 응축형 변형.
- IBM Plex Mono – IBM Plex Sans를 기반으로 한 고정폭 글꼴 서체. 이탤릭 디자인은 IBM Selectric Typewriter에 사용된 Italic 12 서체에서 영감을 받았다. 이는 이탤릭 처리된 i, j, t, x 글자에서 특히 두드러진다.
- IBM Plex Serif – 보도니와 얀손에서 영감을 받은 디자인의 과도기적세리프 서체. 다른 세리프 분류는 너무 인간적이고 구식이며(올드 스타일), 긴 텍스트에는 너무 투박하고 다듬어지지 않았기 때문에(슬랩 세리프) 거부되었다. 보도니의 일부 특징, 즉 볼 터미널과 직사각형 세리프가 IBM Plex Serif에 사용되었다.

## 유니코드 범위
버전 1.0 기준으로 IBM Plex 서체는 라틴 알파벳을 사용하는 대부분의 언어(베트남어 포함)와 키릴 문자를 지원한다(IBM Plex Sans Condensed 제외). IBM Plex Sans의 버전 3.0에서는 Monotonic Greek에 대한 지원이 추가되었다. 다른 표기 체계에 대해서는 이탤릭체 없이 별도의 글꼴이 만들어졌다:
- IBM Plex Sans Hebrew – 히브리어 표기 체계 지원 추가.
- IBM Plex Sans Thai – 비공식 루프 없는 태국어 스크립트 지원 추가. 2018년 10월 15일 출시.[4]
- IBM Plex Sans Thai Looped – 공식 루프 있는 태국어 스크립트 지원. 2019년 4월 5일 출시.[5]
- IBM Plex Sans Devanagari – 데바나가리 문자 표기 체계 지원 추가. 2018년 12월 14일 출시.[6]
- IBM Plex Sans Arabic – 아랍어 스크립트 지원 추가. 2019년 3월 13일 출시.[7]
- IBM Plex Sans Korean – 한글 알파벳 지원 추가. 2020년 6월 8일 출시.[8]
- IBM Plex Sans Japanese – 일본어 지원 추가. 2021년 7월 24일 출시.[9]

또한 Mike Abbink와 Bold Monday는 CJK, 벵골어, 타밀어, 칸나다어 지원을 위해 작업 중임을 확인했다.
일반적인 수학 및 통화 기호(2017년 유니코드에 승인된 비트코인 (₿) #U+20BF 포함)와 fi 및 fl과 같은 리게이처뿐만 아니라 a, g, 0의 스타일 대체도 지원한다.
IBM Plex Sans Condensed, IBM Plex Mono, IBM Plex Serif에는 일반 통화 기호 (¤), 프라임 기호 (′), 이중 프라임 기호 (″)와 같은 몇 가지 미출시 기호가 있다. 또한 Mike Abbink는 2019년에 Mathematical Operators 블록 지원과 APL 프로그래밍 언어에서 사용되는 기호 지원을 확인했다.
FCC #EFCC 및 CE 마크 #ECE0 로고는 사적 사용 영역 내 글리프로 인코딩된다. 버전 1.0 이전에는 다섯 가지 IBM 로고(솔리드 및 8바 로고, I-Bee-M 로고) #EBE1 to #EBE7도 글리프로 인코딩되었다.

## 라이선스
IBM은 글꼴 파일을 SIL 오픈 폰트 라이선스 (SIL OFL) 하에서만 라이선스했다. 2018년 8월 9일부터 2018년 8월 21일 사이에는 글꼴이 듀얼 라이선스로 아파치 라이선스 하에서도 제공되었다. 이 듀얼 라이선스 체제는 아파치 라이선스가 글꼴에 부적합하다는 우려 때문에 취소되었다. SIL OFL 라이선스는 자유 및 오픈 소스이지만, 소스로부터 글꼴을 빌드하려면 독점 소프트웨어인 FontLab Studio가 필요하다.
Bold Monday는 또한 아파치 라이선스 하에서 글꼴과 관련된 CSS, SCSS, 자바스크립트로 작성된 웹 개발 코드를 제공한다.
IBM Plex의 이름은 SIL OFL에서 허용되는 바에 따라 예약되어 있으며, 2017년 12월 기준으로 상표 등록되어 있다.

## 같이 보기
- 오픈 소스 유니코드 서체
- 칸타렐, GNOME의 이전 버전에서 기본 글꼴
- 드로이드 (글꼴), Android의 초기 버전 기본 글꼴
  - 노토 폰트, Android의 최신 버전 기본 글꼴
  - Open Sans, 드로이드 산스를 기반으로 한 또 다른 글꼴
  - 로보토, Android의 최신 버전 기본 글꼴
- National Fonts, 자유 및 오픈 소스 태국어 글꼴
- PT Fonts, 러시아의 자유 및 오픈 소스 글꼴
- STIX 글꼴, 과학 및 공학 커뮤니티를 위해 고안된 서체